# Waldoli Valente
José Waldoli Filgueira Valente (Cametá, 24 de novembro de 1946), é um professor e político brasileiro.

## Biografia
Filho de Osvaldo Porfírio Valente e Olívia Filgueira Valente, Waldoli Valente nasceu na localidade de Pacovatuba, Distrito de Juaba, em Cametá. É formado em Licenciatura em Matemática pela Universidade Federal do Pará.
Iniciando seus estudos na localidade de nascimento, sua família se mudou para a Zona Urbana de Cametá, onde cursou o ensino fundamental na Escola Dom Romualdo de Seixas e o ensino médio no Instituto Nossa Senhora Auxiliadora (INSA). Depois de formado em Matemática, começou a lecionar em 1968, quando passou a adentrar o meio político local, convidado pelo então Prefeito, Alberto Moia Mocbel, sendo eleito vereador nas eleições de 1972, sendo o candidato mais votado daquele pleito. Cumprido o mandato, foi novamente convidado por Moia Mocbel, desta vez para ser seu companheiro de chapa nas eleições municipais de 1976, com êxito, passando a administrar o município por seis anos.
Em 1982, foi eleito pelo PDS, para seu primeiro mandato como Prefeito de Cametá, exercendo o mandato entre 1983 e janeiro de 1989. Em 1990, ainda pelo PDS, Waldoli Valente foi eleito Deputado Estadual.
Foi candidato novamente ao Poder Executivo cametaense em 2000, desta vez pelo ˞PDT, sendo derrotado pelo petista José Rodrigues Quaresma. Já em 2004, pelo PFL, volta a ser eleito para a Prefeitura, derrotado o então mandatário. Em 2008, é reeleito para o cargo, sendo esta a primeira vez - e até então a única ocasião no Município - desde a Promulgação da Emenda Constitucional nº 16, em 1997, que estabeleceu a reeleição consecutiva para cargos do Poder Executivo.
Em 2014, lança sua candidatura à Câmara Federal, não conseguindo ser eleito, obtendo 15.500 votos. Já em 2016, volta a ser candidato à Prefeitura, sendo eleito para seu quarto mandato.

## Desempenho em eleições
| Ano  | Eleição             | Coligação                                                            | Partido | Candidato a       | Votos        | Votos em Cametá | Resultado  |
| ---- | ------------------- | -------------------------------------------------------------------- | ------- | ----------------- | ------------ | --------------- | ---------- |
| 1990 | Estadual no Pará    | PRN                                                                  | PRN     | Deputado Estadual | 7.165 (25º)  | —               | Eleito     |
| 1994 | Estadual no Pará    | PMDB                                                                 | PMDB    | Deputado Estadual | 5.536        | —               | Não Eleito |
| 2000 | Municipal de Cametá | Coligação do Povo PDT, PTB, PMDB, PFL, PSB e PST                     | PDT     | Prefeito          | —            | 13.031 (2º)     | Não Eleito |
| 2002 | Estadual no Pará    | PDT                                                                  | PDT     | Deputado Estadual | 6.432 (112º) | 5.374 (2º)      | Não Eleito |
| 2004 | Municipal de Cametá | Coligação do Povo PFL e PSL                                          | PFL     | Prefeito          | —            | 20.134 (1º)     | Eleito     |
| 2008 | Municipal de Cametá | A Força da União por Cametá DEM, PMDB, PSDB, PP, PDT, PTB, PRB e PSC | DEM     | Prefeito          | —            | 28.739 (1º)     | Eleito     |
| 2014 | Estadual no Pará    | Defendendo o Pará DEM, PR, PDT, PCdoB, PROS, PSL, PHS e PPL          | DEM     | Deputado Federal  | 15.500 (43º) | 12.776 (1º)     | Não Eleito |
| 2016 | Municipal de Cametá | Renasce Cametá DEM, PSDB, PP, PSD, PDT, PTB, PPS, PEN e PRP          | DEM     | Prefeito          | —            | 31.619 (1º)     | Eleito     |
| 2020 | Municipal de Cametá | Cametá no rumo certo PSC, PP, Republicanos, PSDB, PDT e PSB          | PSC     | Prefeito          | —            | 26.411 (2º)     | Não Eleito |
| 2022 | Estadual no Pará    | PDT                                                                  | PDT     | Deputado Estadual | 5.313 (122º) | 4.130 (3º)      | Não Eleito |